# Harita
Harita é um gênero de traça pertencente à família Arctiidae.